# 구니모토 유지
구니모토 유지(일본어: 國本 雄資, 1990년 9월 12일~)는 일본의 자동차 경주 선수이다. 2016년 슈퍼 포뮬러의 우승자이다.